# Warszawska Jesień
Międzynarodowy Festiwal Muzyki Współczesnej „Warszawska Jesień” – największy w Polsce i jeden z ważniejszych na świecie festiwal o randze międzynarodowej poświęcony muzyce współczesnej, organizowany przez Związek Kompozytorów Polskich. Przez kilkadziesiąt lat był jedynym festiwalem muzyki współczesnej w środkowej i wschodniej części Europy.
Festiwal odbywa się od 1956 roku, od 1958 corocznie, zawsze w drugiej połowie września i trwa 9 dni.

## Historia
Pomysł zorganizowania festiwalu powstał w 1955, na forum Związku Kompozytorów Polskich. Pomysłodawcami byli Tadeusz Baird i Kazimierz Serocki. Zamiarem ich było zapoznanie polskiej publiczności z nowoczesną muzyką zachodnią i przerwanie izolacji, w jakiej znalazły się polskie środowiska artystyczne w latach stalinowskich oraz przeciwstawienie się ideologii socrealizmu. Główne założenia programowe to prezentacja nowej muzyki światowej i polskiej, wspomaganie rozwoju muzyki polskiej oraz przedstawianie bieżących tendencji obecnych w muzyce.
Pierwszy festiwal trwał od 10 do 20 października 1956, zbiegając się z październikową odwilżą polityczną w Polsce. Wzięły w nim udział: orkiestra Radia Francuskiego z Paryża, Wiener Symphoniker, zespoły z Bukaresztu, Brna i Moskwy, a także polska Orkiestra Filharmonii Narodowej i Filharmonia Śląska z Katowic (wówczas Stalinogrodu). W programie, obok utworów stosunkowo nowych, znajdowała się również klasyka, gdyż w tamtych latach nie było jeszcze zwyczaju wypełniania całego wieczoru nowoczesnymi utworami.
Początkowo festiwal planowano jako biennale, toteż następny odbył się dopiero w 1958, ale później „Warszawskie Jesienie” odbywały się już co roku, z wyjątkiem 1982 (z uwagi na stan wojenny). Od 1959 program festiwalu układa komisja repertuarowa, powoływana przez Zarząd Główny Związku Kompozytorów Polskich. Rekordowo długo, aż przez 37 lat, członkiem tej komisji był Witold Lutosławski; w latach 1960–1965 był też pierwszym jej przewodniczącym. Za życia Lutosławskiego jego utwory były wykonywane na festiwalu aż 49 razy, tym samym był najczęściej grywanym polskim kompozytorem podczas „Warszawskiej Jesieni”.
Kolejne edycje festiwalu umożliwiały swobodę wypowiedzi twórczej oraz kontakt z nowymi trendami w sztuce. Podczas koncertów wykonywane były dzieła Arnolda Schönberga, Albana Berga, Antona Weberna, Edgara Varèse'a oraz Béli Bartóka i Igora Strawinskiego, a także ówczesnych awangardystów - Pierre'a Bouleza, Luigiego Nona, Brunona Maderny, Luigiego Dallapiccoli, Lukasa Fossa i Johna Cage'a. Kompozytorzy, wykonawcy, krytycy i muzykolodzy z Zachodu przyjeżdżali do Warszawy, aby poznać kulturę muzyczną krajów zza żelaznej kurtyny.
Poczynając od pierwszego festiwalu, „Warszawskim Jesieniom” przez długie lata towarzyszyło ogromne zainteresowanie publiczności i krytyki. W czasach PRL festiwale stały się „oknem wystawowym” muzyki polskiej, a z czasem wschodnioeuropejskiej w ogóle dla muzyków i krytyków przybywających na nie z Zachodu, a zachodniej awangardy – dla publiczności polskiej. Przyczynił się też do rozwoju tzw. polskiej szkoły kompozytorskiej.
Obecnie „Warszawska Jesień” nadal jest postrzegana jako festiwal twórczy, z olbrzymim dorobkiem i prestiżem. Współpracują z nią liczne polskie instytucje kulturalne, takie jak Filharmonia Narodowa, Uniwersytet Muzyczny Fryderyka Chopina, Polskie Radio, Telewizja Polska, Teatr Wielki - Opera Narodowa, Instytut Adama Mickiewicza, Austriackie Forum Kultury w Warszawie i inne teatry, ambasady, instytuty kultury i fundacje.

## Jubileusz 60-lecia
We wrześniu 2017 „Warszawska Jesień” obchodziła swoje 60-lecie. W jubileuszowej edycji festiwalu odniesiono się w równej mierze do współczesnych zagadnień artystycznych, jak i retrospektywnych. W ten sposób nawiązano do historycznej roli festiwalu jako miejsca spotkań i wymiany idei artystycznych.
Przywołano polskich kompozytorów, którzy byli ważni dla „Warszawskiej Jesieni” w pierwszych dekadach jej istnienia, takich jak Wojciech Kilar, Andrzej Dobrowolski, Witold Szalonek, Włodzimierz Kotoński, Tomasz Sikorski, Kazimierz Serocki, Tadeusz Baird, Krzysztof Penderecki, Bogusław Schaeffer. Ich muzyczny język zestawiono z idiomami kompozytorów młodej i średniej generacji. Spośród blisko 80 kompozytorów i autorów uczestniczących w festiwalu, bliżej zaprezentowani zostali m.in. Pierre Jodlowski, Christophe Bertrand, Brigitta Muntendorf, Johannes Kreidler i Artur Zagajewski.
Przewodnim tematem jubileuszowej edycji festiwalu były „Trans/ Awangardy”: awangarda w transgresji.
Nowo wybrany dyrektor „Warszawskiej Jesieni” Jerzy Kornowicz, który zastąpił wieloletniego dyrektora Tadeusza Wieleckiego, wyjaśnił, że przesłaniem jest kontynuacja głównych idei artystycznych festiwalu: „Tytułem «Trans/ Awangardy» nawiązujemy do powojennej awangardy muzycznej, która kształtowała charakter festiwalu od samego początku, zarówno jako awangarda europejska, jak i amerykańska, Cage’owska. Stawiamy pytanie o znaczenie tego terminu dziś, bo choć wspomniane awangardy są już rozdziałem zamkniętym, [...] to nadal istnieje coś takiego jak postawa awangardowa”.